# Denis Birioukov
Denis Sergueïevitch Birioukov (en russe : Денис Сергеевич Бирюков) est un joueur russe de volley-ball né le 8 décembre 1988 à Volgograd (oblast de Volgograd, alors en URSS). Il mesure 2,03 m et joue réceptionneur-attaquant. Il totalise 67 sélections en équipe de Russie.

## Clubs
| Club                      | De        | À         |
| ------------------------- | --------- | --------- |
| Metalloinvest Stary Oskol | 2007-2008 | 2007-2008 |
| Lokomotiv Belgorod        | 2007-2008 | 2007-2008 |
| Metalloinvest Stary Oskol | 2008-2009 | 2008-2009 |
| Lokomotiv Belgorod        | 2009-2010 | déc 2010  |
| Gazprom-Iourga Sourgout   | jan 2011  | mai 2011  |
| Lokomotiv Novossibirsk    | 2011-2012 | 2012-2013 |
| Dinamo Moscou             | 2013-2014 | ...       |

## Palmarès
- Ligue mondiale (1)
  - Vainqueur : 2011
  - Finaliste : 2010
- Coupe du monde (1)
  - Vainqueur : 2011
- Championnat du monde des moins de 21 ans
  - Finaliste : 2007
- Championnat d'Europe des moins de 21 ans (1)
  - Vainqueur : 2006
- Ligue des champions (1)
  - Vainqueur : 2013
- Championnat de Russie
  - Finaliste : 2010
- Coupe de Russie (1)
  - Vainqueur : 2011
  - Finaliste : 2013